# Lourdes Díaz-Trechuelo
María de Lourdes Díaz-Trechuelo López-Spínola (Sanlúcar de Barrameda, 11 de febrero de 1921-Sevilla, 16 de marzo de 2008), fue una historiadora española especialista en Historia de América y Filipinas, iniciadora de los estudios filipinistas en España y una de las profesoras pioneras en la universidad española. Nieta de la filántropa católica Pura Vila y Linares, fue agregada del Opus Dei y VIII marquesa de Spínola desde 2007 hasta 2008. 

## Biografía
Licenciada en Historia por la Universidad de Sevilla en 1942, se doctoró en Historia por la Universidad de Madrid en 1955. Fue Profesora agregada de Historia de América en la Universidad de Granada desde 1970 hasta 1975, Catedrática de Historia de América en la Universidad de Córdoba desde 1975 hasta 1987 y profesora Emérita de dicha universidad desde 1987 hasta su muerte en 2008. 
Inició junto a Rodríguez Casado la Escuela de Estudios Hispanoamericanos de Sevilla, perteneciente al Consejo Superior de Investigaciones Científicas. Fue miembro de la Real Academia de Historia, de la Sevillana de Buenas Letras, de la de Bellas Artes de Santa Isabel de Hungría de Sevilla, de la Hispanoamericana de Cádiz y de la de Ciencias, Bellas Letras y Nobles Artes de Córdoba.
A lo largo de su vida recibió los siguientes premios:
- En 1959, Premio Extraordinario del CSIC por su obra “Arquitectura española en Filipinas, 1565-1800" y Premio Luis Vives del CSIC por su obra "Manila Española: notas sobre su evolución urbana";
- En 1962, Premio del Banco de España y Premio de Colegiado distinguido del Distrito Universitario de Servilla;
- En 1963, Lazo de Dama (Encomienda) de la Orden de Alfonso X el Sabio;
- Medalla de Honor de Filipinas;
- Premio de Investigación Andalucía y América de la Consejería de Cultura de la Junta de Andalucía.

## Obra
- DÍAZ-TRECHUELO LÓPEZ-SPÍNOLA, Lourdes. Navegantes y conquistadores vascos. Publicaciones Españolas, Madrid. 1965.
- DÍAZ-TRECHUELO LÓPEZ-SPÍNOLA, Lourdes. Bolívar, Miranda, O'Higgins, San Martín: cuatro vidas cruzadas. Encuentro, Madrid. 1999. ISBN 84-7490-533-8.
- DÍAZ-TRECHUELO LÓPEZ-SPÍNOLA, Lourdes. Diario particular del camino que sigue un virrey de México: desde su llegada a Veracruz hasta su entrada en la capital. Ministerio de Obras Públicas, Transporte y Medio Ambiente, Centro de Publicaciones, Madrid. 1994. ISBN 84-7790-202-X.
- DÍAZ-TRECHUELO LÓPEZ-SPÍNOLA, Lourdes. Cristóbal Colón: primer almirante del mar océano. Palabra. D.L., Madrid. 1991. ISBN 84-7118-783-3.
- DÍAZ-TRECHUELO LÓPEZ-SPÍNOLA, Lourdes. Bernardo O'Higgins: El padre de la patria chilena. Anaya, Madrid. 1989. ISBN 84-207-3226-5.
- DÍAZ-TRECHUELO LÓPEZ-SPÍNOLA, Lourdes. Francisco Pizarro: el conquistador del fabuloso Perú. Anaya, Madrid. 1988. ISBN 84-207-3066-1.

En obras colectivas: 
- DÍAZ-TRECHUELO LÓPEZ-SPÍNOLA. "Un Clérigo aragonés en América y Filipinas: Pedro Cubero Sebastián y su "peregrinación"". VII Congreso Internacional de Historia de América, Vol. 1, 1998, ISBN 84-7753-707-0, pags. 223-238.
- DÍAZ-TRECHUELO LÓPEZ-SPÍNOLA, Lourdes. "Sanlúcar de Barrameda: Antesala de América". De puntillas por la historia. Coord. por Luis Palacios Bañuelos, 1997, ISBN 84-7801-396-2, pags. 77-88
- DÍAZ-TRECHUELO LÓPEZ-SPÍNOLA, Lourdes. "El asentamiento andaluz en la Nueva España." Actas del Congrteso de Historia del Descubrimiento. Tomo 2, Madrid. 1992. Real Academia de la Historia. Confederación Española de Cajas de Ahorros.
- DÍAZ-TRECHUELO LÓPEZ-SPÍNOLA, Lourdes. Filipinas: Extensión del movimiento independentista. Cuba, Puerto Rico y Filipinas en la perspectiva del 98. Dirigido por RAMOS, Demetrio y DE DIEGO, Emilio. Universidad Complutense, 1997. Cursos de verano de El Escorial.